# کریستف گان
کریستف گان (فرانسوی: Christophe Gans‎؛ زادهٔ ۱۱ مارس ۱۹۶۰) کارگردان، فیلم‌نامه‌نویس و تهیه‌کننده اهل فرانسه است. فیلم‌های او بیشتر در سبک ترسناک، فانتزی یا اقتباس از بازی‌های ویدئویی هستند. از کارهای وی می‌توان به کارگردانی فیلمهای: برادری گرگ، دیو و دلبر (فیلم ۲۰۱۴)، سایلنت هیل یا آزادمرد گریان اشاره کرد.